# Pisorisporiaceae
Die Pisorisporiaceae bilden die einzige  Familie der einzigen Ordnung Pisorisporiales und Unterklasse Pisoriomycetidae der Schlauchpilze. Sie leben marin.

## Merkmale
Die Arten bilden Perithecien als Fruchtkörper mit einer Öffnung (Ostiolum), die im Inneren  Periphysen besitzt. Die Peridie, die Fruchtkörperwand ist zweiwandig, ledrig bis brüchig, braun, teilweise kohlenartig. Ein Stroma ist nicht vorhanden. Das Hamathecium, das Gewebe zwischen den Schläuchen, besitzt Paraphysen. Die Schläuche selber sind unitunikat (einwandig), ausdauernd und mit einem nicht amyloiden apikalen Ring versehen. Die Ascosporen sind spindelförmig, zylindrisch bis kahnförmig, sie sind durchscheinend, oft mit Öltröpfchen und quer vielfach septiert. Eine Nebenfruchtform ist unbekannt.

## Lebensweise und Ökologie
Arten der Pisorisporiaceae leben auf untergetauchtem Holz in Süßwasser.

## Systematik
Die Familie Pisorisporiaceae wurde gleichzeitig mit der Ordnung Pisorisporiales von  Martina Réblová und Jacques Fournier erstbeschrieben. Sie stand zuerst in der Unterklasse Lulworthiomycetidae, wurde dann aber 2020 von Digvijayini Bundhun,  Sajeewa S.N. Maharachchikumbura und Kevin David Hyde in die eigene Unterklasse Pisorisporioomycetidae gestellt.
Folgende zwei Gattungen gehören zur Familie:
- Achroceratosphaeria: mit zwei Arten
- Pisorisporium:mit zwei Arten

Die Gattung Brocchiosphaera ist noch von unsicherer Stellung.